# Metaalhalidelamp

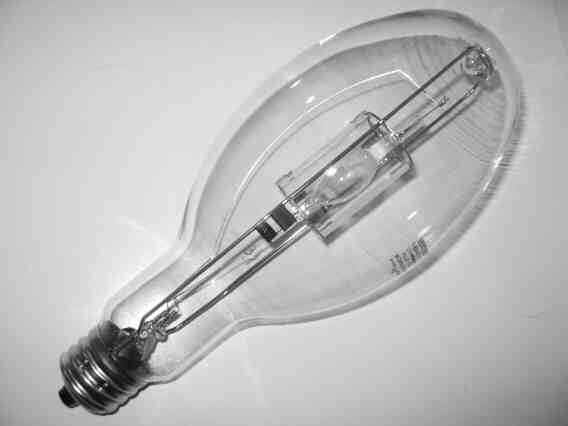
Metaalhalidelamp

Metaalhalidelampen zijn hogedrukgasontladingslampen, gevuld met onder andere metaalhalogeniden. Het zijn de opvolgers van hogedrukkwiklampen, die zonder toepassing van fluorescerende stoffen een blauwachtig licht uitstralen. Metaalhalidelampen zijn relatief compact en bestaan uit een binnenballon van kwartsglas of keramiek, bijvoorbeeld aluminiumoxide, waarin de eigenlijke gasontlading plaatsvindt, en een buitenballon van glas als bescherming en om de uv-straling van de gasontlading, die door de binnenballon wordt doorgelaten, te absorberen

## Geschiedenis
Reeds begin 1900 werd geprobeerd gasontladingslampen gevuld met kwik te verbeteren op het punt van lichtkleur. In de kwiklampen ontbrak het rood. Pas na 1960 werden lampen gemaakt, gevuld met metaalhalogeniden, die een benadering van wit licht voortbrengen. In 1961 vroeg Gilbert Reiling van General Electric een patent aan op een metaalhalidelamp.
In 1964 begon General Electric met de productie van dit type lampen, weldra gevolgd door andere fabrikanten. In 1981 introduceerde Thorn een metaalhalidelamp met keramische ontlaadruimte. Door technische problemen mislukte dit. Pas vanaf 1995 werden metaalhalidelampen met keramische ontladingsruimte met succes gemaakt. Begin jaren '90 van de 20e eeuw werd begonnen met productie van xenon-metaalhalideautolampen.

## Werking

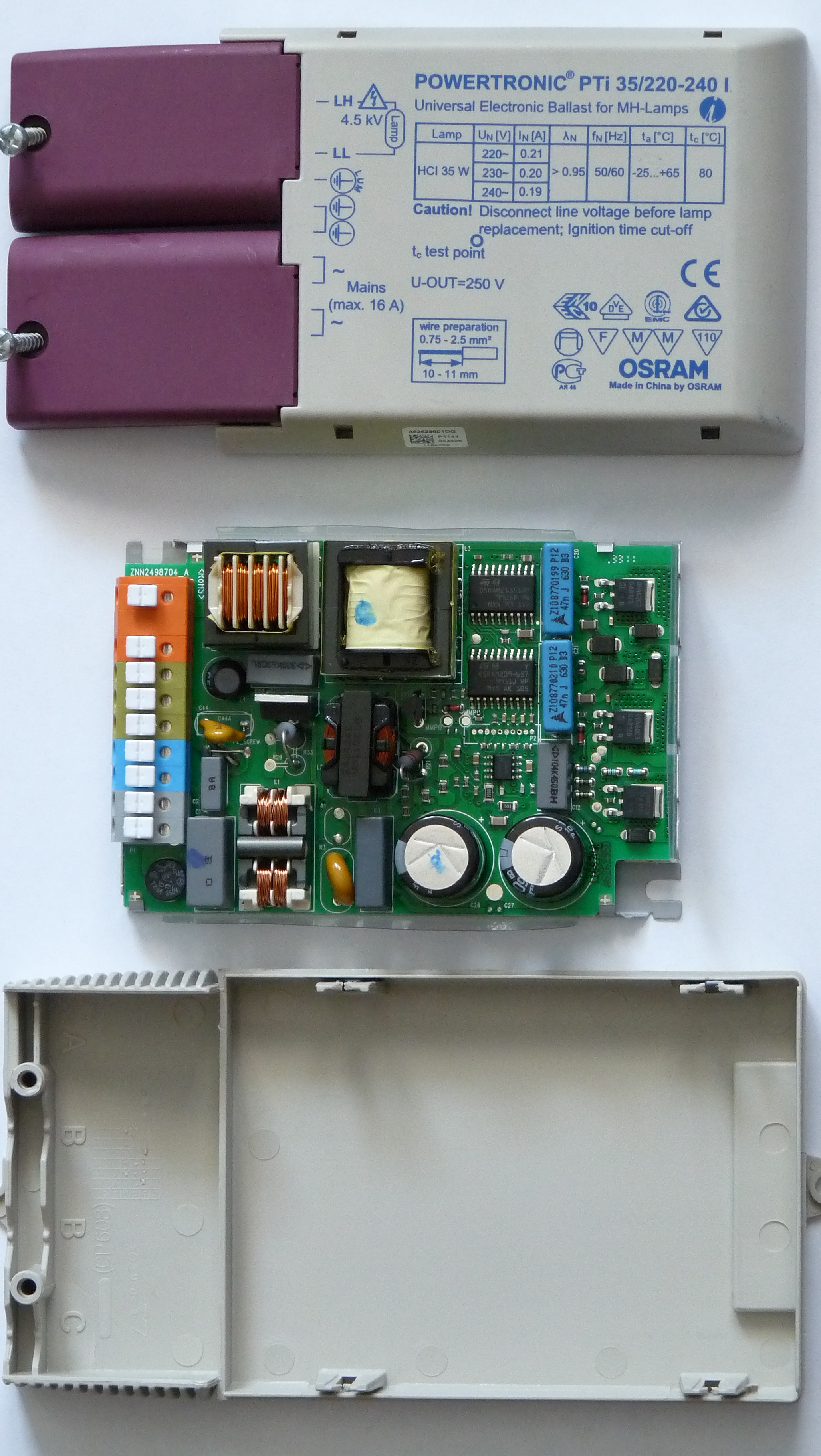
Een voeding voor metaalhalidelampen

Metaalhalidelampen worden, net als andere gasontladingslampen, gevoed door middel van een voorschakelapparaat. Door het voorschakelapparaat wordt de stroom door de lamp geregeld. Verder moet de gasontlading in de lamp gestart worden. Oudere lampen hadden daar een zogenaamde probestart voor, een soort hulpelektrode in de lamp. Modernere lampen gebruiken een zogenaamde pulsstarter die, zolang de lamp niet ontsteekt, korte spanningspieken met een duur van ongeveer een microseconde en een waarde van enkele kilovolt opwekt. Ook worden tegenwoordig wel elektronische voorschakelapparaten gebruikt.
Zoals bij elke gasontladingslamp wordt bij de metaalhalidelamp licht opgewekt doordat van in de lamp aanwezige gasmoleculen elektronen worden aangeslagen. Wanneer die elektronen terugvallen naar de oorspronkelijke baan wordt er licht uitgestraald. In tegenstelling tot ontladingslampen met kwikdamp, waarbij een groot deel van de straling uv-straling is, wordt bij metaalhalidelampen een groot deel van de straling direct als zichtbaar licht uitgestraald.
Door een juiste keuze van de verschillende metaalhalidezouten in de lamp kan vrijwel wit licht verkregen worden. Het opwarmen van metaalhalidelampen duurt enkele minuten. In de opwarmfase gaan de metaalhalogeniden in gasvorm over en stijgt de druk in de lamp sterk. In deze fase geven de lampen nog weinig licht.
De meeste metaalhalidelampen kunnen in warme toestand niet worden herstart. Na een korte onderbreking van de spanning dooft de lamp, pas na enkele minuten afkoelen kan deze weer gestart kan worden. Een uitzondering hierop vormen speciale hot restrike-lampen. Deze hebben een speciale constructie, zodat ze de hoge onsteekspanning van 30 kV, nodig voor een warme start, kunnen verdragen.

## Levensduur en rendement
Metaalhalidelampen kunnen een levensduur van 20 000 branduren bereiken (50% uitval), of rond 10 000 uur bij 10% uitval. Gedurende de levensduur neemt de lichtopbrengst sterk af. Deze kan met conventionele voorschakelapparaten dalen tot de helft van de oorspronkelijke waarde. Met elektronische voorschakelapparaten kan dit beperkt blijven tot 80%. Een typische opbrengst van een nieuwe lamp is 100 lumen/watt, vergelijkbaar met die van fluorescentielampen.

## Metaalhalogeniden
De Nederlandse naam voor het Engelse halide is halogenide. De gasontladingsruimte bevat naast gas (bijvoorbeeld xenon of argon) en kwik ook metaalhalogeniden (meestal jodiden, soms bromiden). Gebruikte materialen zijn: natrium-scandiumhalogeniden, halogeniden van lithium, thallium en indium, en mengsels van lanthanidehalogenides (bijvoorbeeld dysprosium). In de boogontlading vallen deze zouten uiteen, zodat daar alleen de metaalcomponenten aangeslagen worden. Buiten de boog recombineren deze weer. Metaalhalidelampen met een binnenbehuizing van polykristallijn keramisch (aluminiumoxide)  hebben, aangeduid als CMH-lampen of CDM-lampen (Philips), hebben een constantere kleur gedurende hun levensduur, omdat de keramische behuizing - in tegenstelling tot kwarts - de ionen van de zouten niet absorbeert. Daar staat tegenover dat de keramische behuizing mechanisch kwetsbaarder is. Mede afhankelijk van het toegepaste voorschakelapparaat kan dat tot voortijdige uitval van deze lampen kan leiden.
Er zijn in laboratoria ook kwikloze metaalhalidelampen ontwikkeld. Deze bevatten vaak zinkjodide ter vervanging van het milieubelastende kwik. In de praktijk worden echter nog steeds kleine hoeveelheden kwik in dit type lampen toegepast. De lampfabrikanten specificeren de totale hoeveelheid kwik en de hoeveelheid kwik per lumenuur. De laatste waarde is ongeveer 25 tot 60 picogram/lumenuur.

## Toepassing

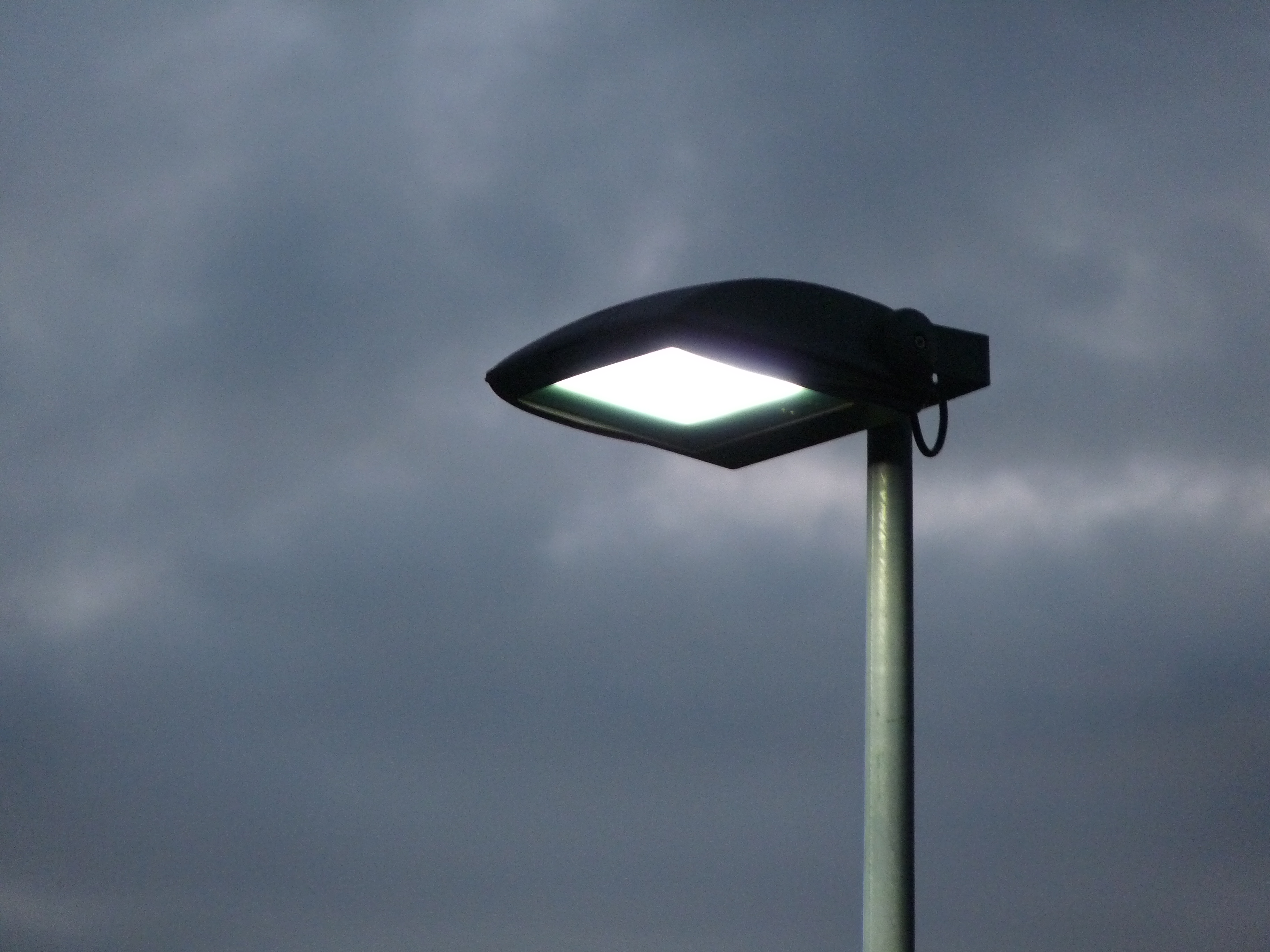
Een straatlantaarn met metaalhalidelamp in Tallinn in Estland

Metaalhalidelampen worden al lang toegepast voor verlichting van sportterreinen en stadions. De laatste jaren worden ze ook vaak gebruikt bij etalageverlichting, in hoge (fabrieks)hallen en bij tankstations. Karakteristiek is het fel witte licht. Vaak wordt in het armatuur een reflector toegepast om het licht in de gewenste richting te bundelen. Xenon-metaalhalide-autokoplampen zijn herkenbaar aan het blauwachtige licht dat ze uitstralen.
Voor on-stage gebruik van een metaalhalidelamp moeten enkele voorwaarden in acht genomen worden. Deze lampen moeten, als ze met een conventioneel voorschakelapparaat worden bedreven, mechanisch gedimd worden, aangezien ze niet conventioneel gedimd kunnen worden. De externe netfrequente ballasten moeten liefst zo ver mogelijk van het podium verwijderd zijn, vanwege het lawaai dat ze maken bij opstarten en tijdens de werking van de lamp. De starter moet direct bij de lamp geplaatst worden. Deze starters verdragen de capaciteit en demping van een lange verbindingskabel niet.
Elektronische voorschakelapparaten (VSA) met een laagfrequente rechthoekgolf kunnen wel gedimd worden. Werkfrequenties liggen meestal tussen 150 en 400 Hz. De omslingertijd van positieve naar negatieve halfgolf, en van negatieve halfgolf naar positieve halfgolf moet, vooral in gedimd bedrijf, kleiner dan 50 µs zijn. Er zijn ook elektronische voorschakelapparaten die een hoogfrequente sinusgolf produceren, tussen 20 en 180 kHz. Deze kunnen meestal wel met een lange verbindingskabel verbonden worden met de lamp en de lampen kunnen ook gedimd worden. Deze VSA's hebben geen aparte starter, maar brengen de uitgangskring in resonantie, waardoor een hoge startspanning ontstaat. De rechthoekgolfvoorschakelapparaten zijn vaak van een ingebouwde impulsstarter voorzien. Dan moet het voorschakelapparaat in zijn geheel dicht bij de lamp geplaatst worden. Er zijn ook blokgolfvoorschakelapparaten, die een sinus produceren voor het starten, of een ringing wave-onsteekimpulstrein. Deze voorschakelapparaten laten verbindingskabels van 10 meter lengte toe tussen VSA en lamp.